# Terreny de caça
Terreny de caça (originalment en anglès, The Hunting Ground) és un documental estatunidenc del 2015 sobre la incidència d'⁣agressions sexuals als campus universitaris dels Estats Units i el fracàs de les administracions universitàries per tractar-ho adequadament. Escrit i dirigit per Kirby Dick i produït per Amy Ziering, es va estrenar al Festival de Cinema de Sundance de 2015. La pel·lícula es va estrenar el 27 de febrer de 2015, una versió editada es va emetre a la CNN el 22 de novembre de 2015, i es va estrenar en DVD la setmana de l'1 de desembre de 2015. Es va llançar a Netflix el març de 2016. Lady Gaga va gravar una cançó original, "Til It Happens to You", per a la pel·lícula, que va ser nominada a l'Oscar a la millor cançó original. La versió doblada al català es va estrenar al programa Sense ficció de TV3 el 5 de juliol de 2022.
El documental se centra en Annie E. Clark i Andrea Pino, dues antigues estudiants de la Universitat de Carolina del Nord a Chapel Hill que van presentar una denúncia en empara del Títol IX contra la universitat en resposta a les violacions que van patir mentre estaven matriculades al centre. L'ús del Títol IX en casos d'agressions sexuals al campus es va convertir en un model per a les universitats de tot el país.
Els crítics de la pel·lícula, inclosa l'escriptora Emily Yoffe i diversos professors de la Harvard Law School, han qüestionat la precisió i l'objectivitat de Terreny de caça. Harvard va ser una de les institucions criticades per minimitzar les agressions sexuals i protegir un presumpte autor. Entre les qüestions plantejades pels crítics, hi ha la representació d'un home com a violador, sense revelar que la universitat i la policia no l'havien considerat responsable de la suposada agressió sexual, i per a l'ús d'estadístiques controvertides. Els cineastes han defensat activament el seu treball.
Segons Ziering, les reaccions de les dones de diferents campus universitaris al documental de Dick i Ziering de 2012 The Invisible War, que se centra en les agressions sexuals a l'exèrcit dels Estats Units, les van inspirar a fer un documental sobre les violacions a les universitats estatunidenques.